# St. Johannis (Herford)

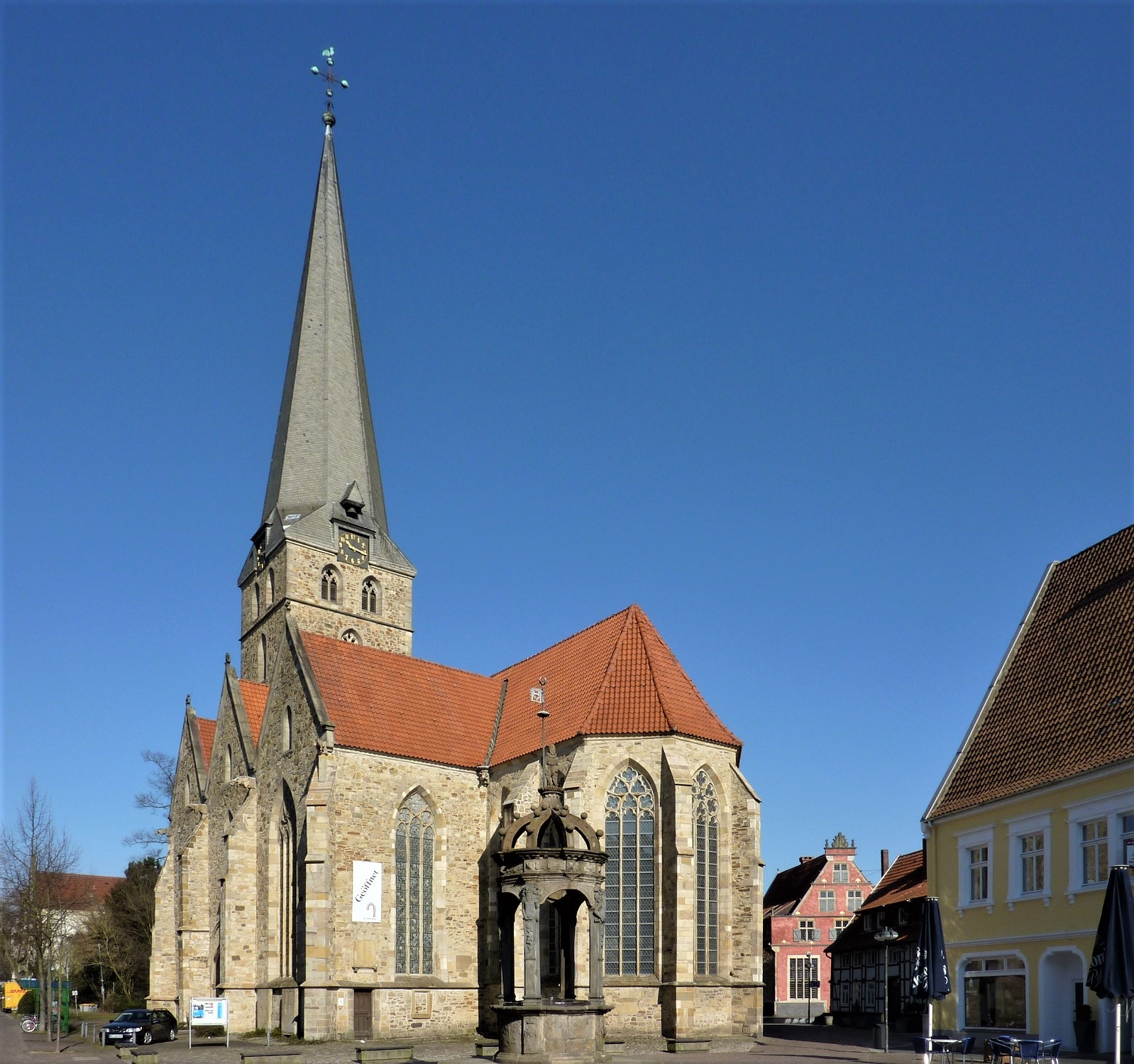
St. Johannis in Herford

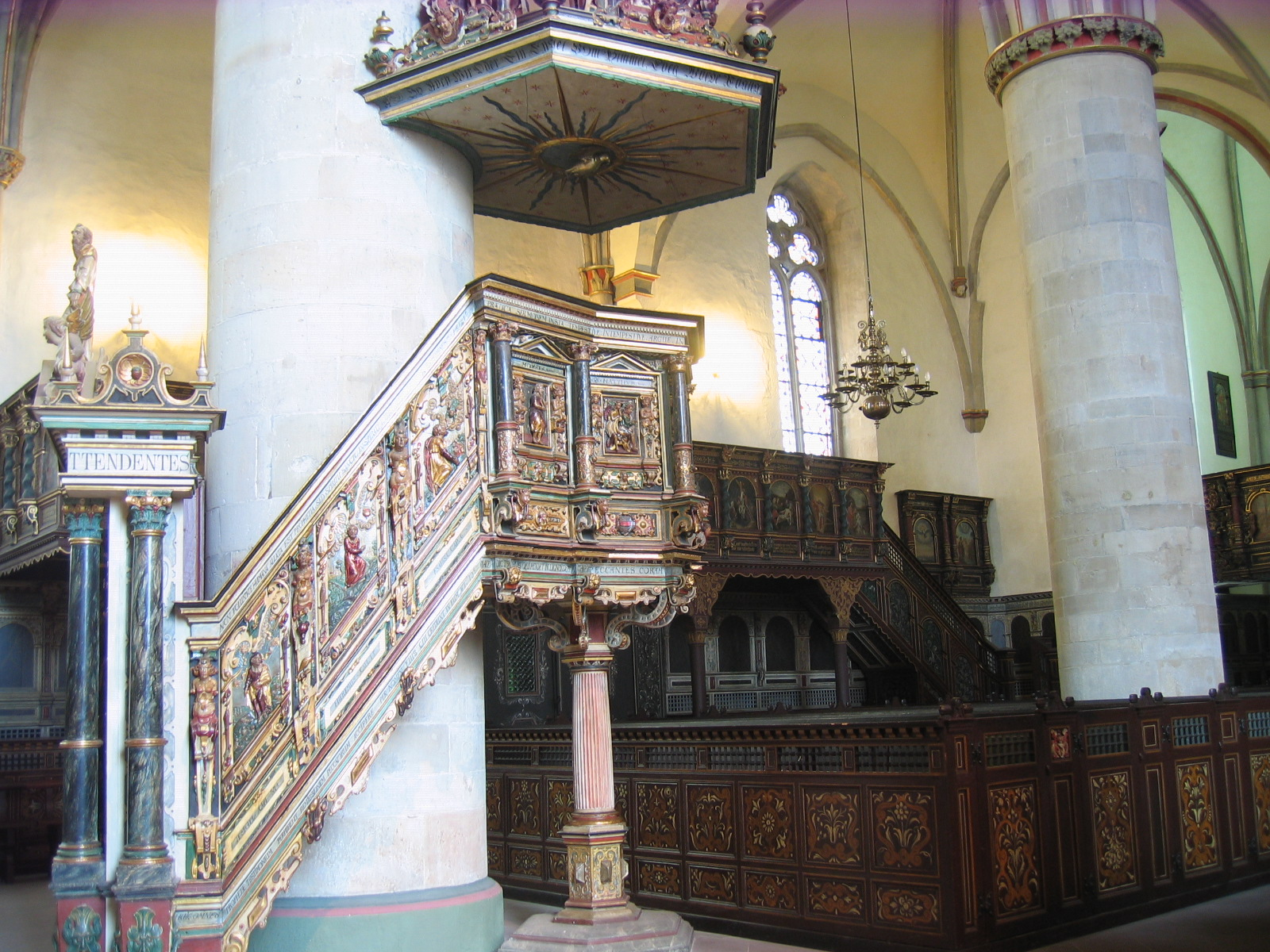
Kanzel

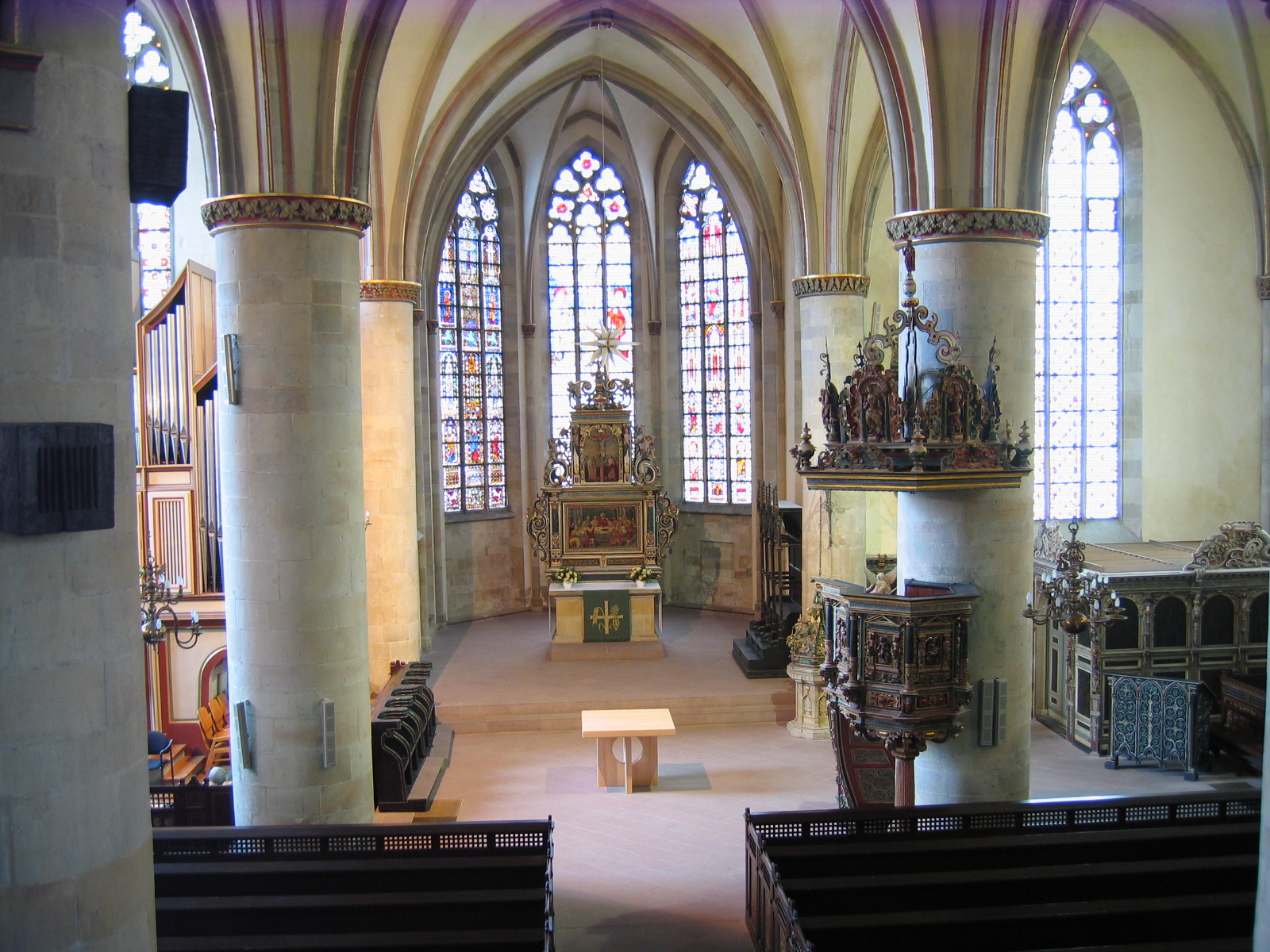
Detailansicht Chor mit Altar und historischen Fenstern

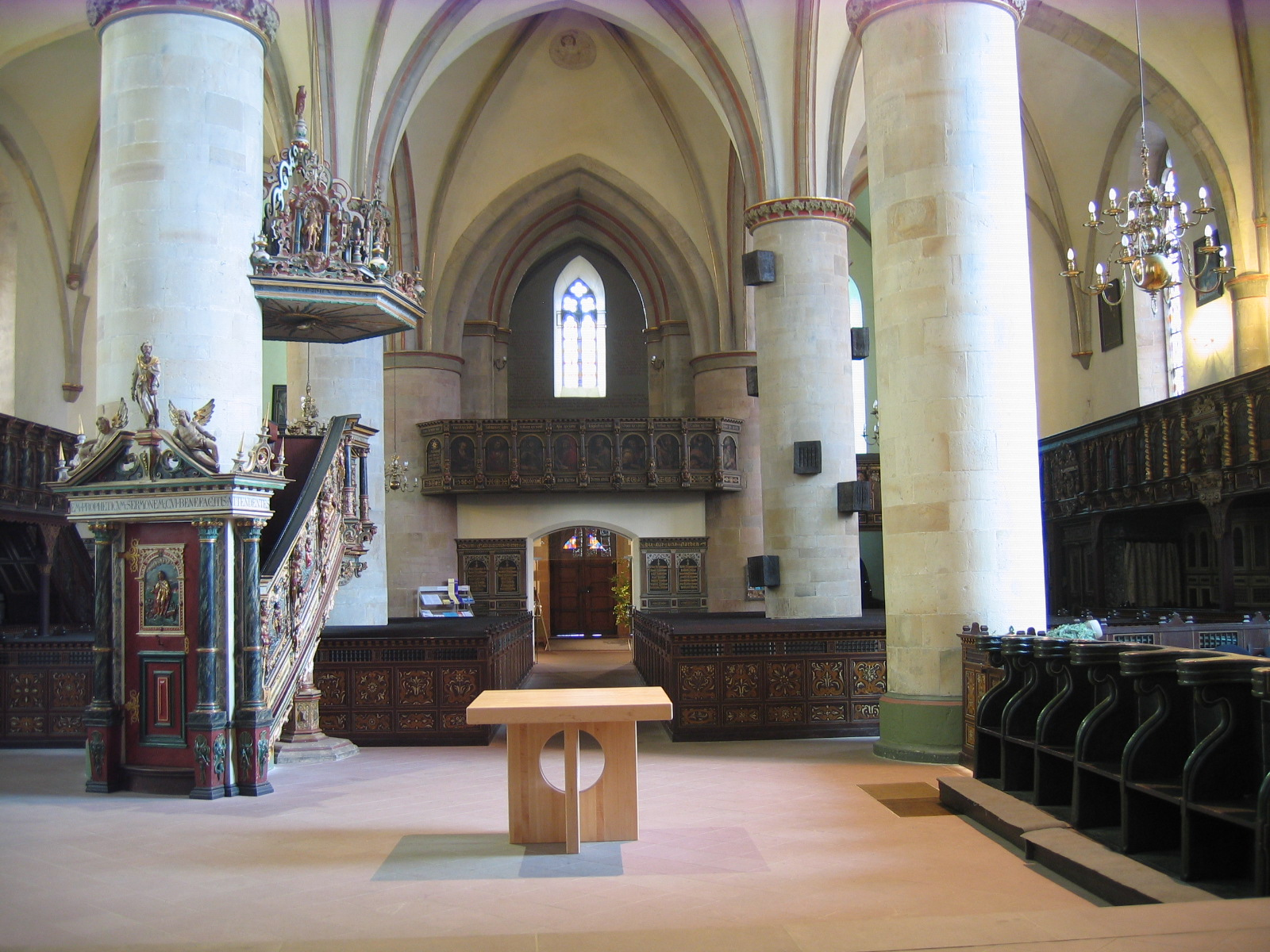
Blick nach Westen

St. Johannis ist die evangelisch-lutherische Pfarrkirche der 1220 gegründeten Herforder Neustadt. Seit 1414 war sie zusätzlich Stiftskirche des ursprünglich in Enger ansässigen weltlichen Kollegiatstifts St. Johann und Dionys. Dieses bestand bis zur Säkularisation von 1802. Sie ist nicht zu verwechseln mit der benachbarten katholischen Kirche St. Johannes Baptist. Innerhalb des Kirchenkreises Herford gehört die Johanniskirche zusammen mit dem Herforder Münster und der Jakobikirche zur Kirchengemeinde Herford-Mitte.

## Geschichte

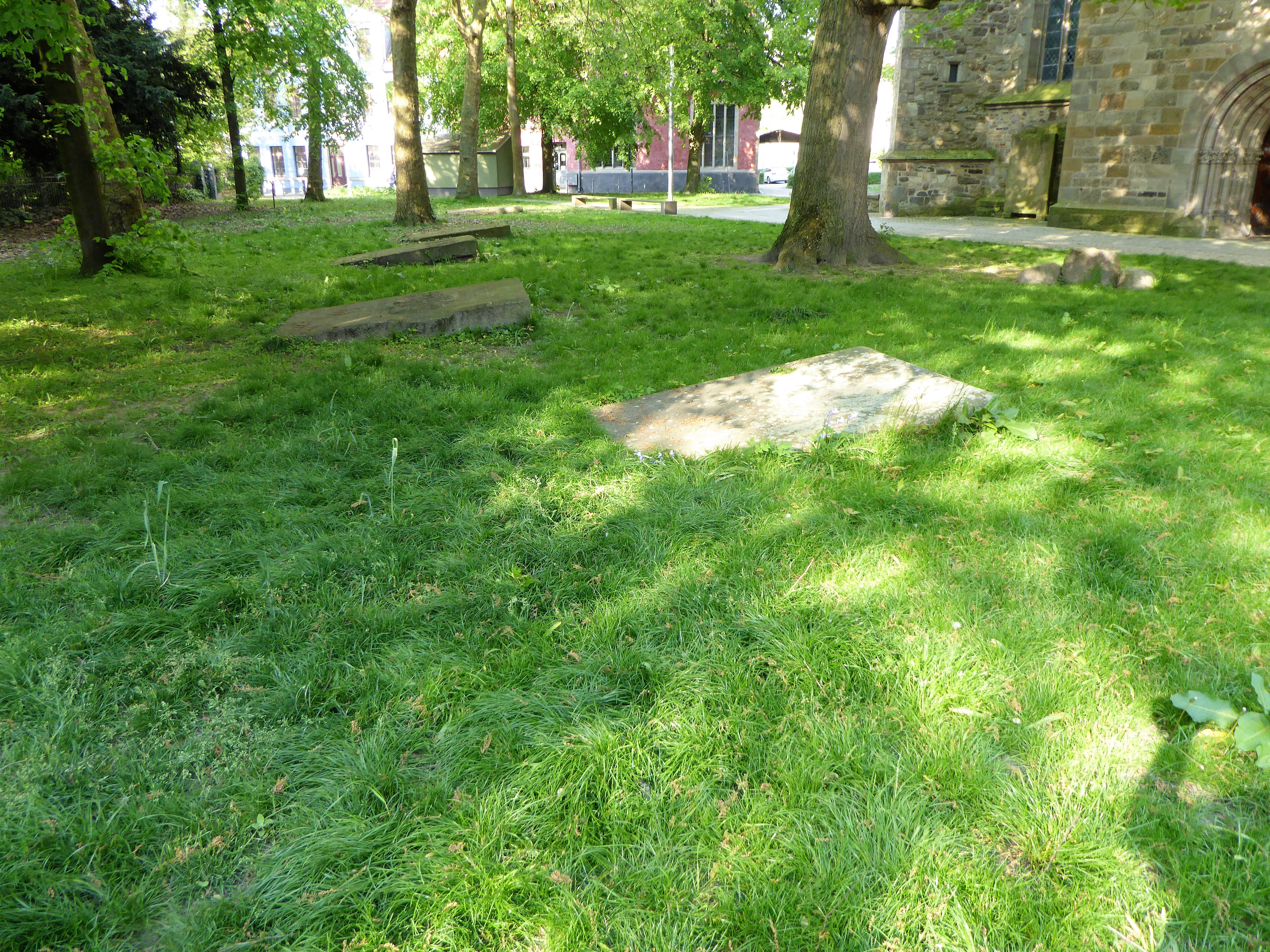
Grabsteine bei St. Johannis (2023)

Die Johanniskirche in der heutigen Form wurde in mehreren Bauabschnitten als Westfälisches Quadrat im Stil der Gotik erbaut. Vermutlich an der Stelle eines älteren Friedhofs und einer Kapelle wurde bald nach 1220 durch das Stift Herford eine neue Kirche erbaut, die kurze Zeit später als Pfarrkirche für die Neustadt bezeichnet wurde. Der Bau erfolgte in zwei Etappen, die insbesondere an der abweichenden Form der westlichen Gewölbe und den Kapitellen der westlichen Säulen leicht ablesbar sind: Die westlichen Joche und die beiden Turmnebenräume stammen noch vom Ursprungsbau aus der Zeit um 1250. Ab etwa 1320 wurde die Kirche um ein Joch nach Osten erweitert und ein neuer Chor errichtet. Diese Raumteile zeigen bereits erheblich spätere Formen. Auch der ursprüngliche Turm wurde wohl erst in diesem Zeitraum errichtet.
Wegen der unsicheren Lage wurde im Jahre 1414 das Stift St. Dionys von Enger in das befestigte Herford verlegt; Stiftskirche wurde die Johanniskirche. Die Stiftsherren brachten damals nicht nur den berühmten Dionysius-Schatz mit Taufgaben Karls des Großen an Widukind nach Herford, sondern auch die Gebeine des Sachsenherzogs Widukind, die bis 1810 in der Johanniskirche ruhten. Heute befinden sich die Taufgaben im Kunstgewerbemuseum Berlin. Widukinds (vermeintliche) Gebeine wurden wieder in die Engeraner Stiftskirche gebracht.
Auf Grund der neuen Funktion als Stiftskirche wurde in der Kirche eine Chorschranke (Lettner) zwischen dem Bereich der Kanoniker und der Laien errichtet. Außerdem wurden Seitenaltäre errichtet, um den zahlreichen Priestern stille Messen und Gebete zu ermöglichen. Auch der Turm wurde um ein Geschoss erhöht, so dass er mit knapp 90 m der höchste Herfords wurde.
In der Zeit der Reformation wurden zahlreiche Gegenstände in Stift und Kirche im Zuge des „Herforder Bildersturms“ von 1532 zerstört.
Das Stift selbst bestand als protestantische Einrichtung weiter. Im 18. Jahrhundert hatten der König von Preußen, der Kurfürst von der Pfalz und das Kapitel selbst abwechselnd das Recht bei Vakanz neue Kanoniker zu bestimmen.
Der Turm wurde beim großen Stadtbrand von 1638 durch Funkenflug in Brand gesetzt und zerstört. Der daraufhin errichtete 85 m hohe Turm neigte sich im Laufe der folgenden Jahrhunderte und erlangte als „schiefer Turm von Herford“ Bekanntheit. Wegen Einsturzgefahr musste der Turmhelm 1885 abgetragen werden und wurde durch einen neuen ersetzt, mit dem die Gesamthöhe nur noch 80 m betrug. Das Bauwerk verfiel jedoch weiterhin. Zusätzlich führte der Bau der städtischen Kanalisation zu einem gravierenden Absinken des Grundwasserspiegels, wodurch die Eichenpfähle der Fundamentierung verrotteten. Daraufhin musste der Turm zwischen 1906 und 1910 vollständig abgetragen, neu fundamentiert und neu errichtet werden. Der Turmneubau wurde zwar mit altem Material und in alter Form errichtet, erhielt jedoch ein Geschoss weniger (7 m) als sein Vorgänger. Er hat jetzt nur noch eine Höhe von 71 m, ist damit jedoch nach wie vor der höchste Kirchturm Herfords. Der Kirchenraum selbst konnte durch Unterfangen mit Beton gerettet werden.
Seit 1981 steht die Kirche unter Denkmalschutz. Seit 2008 wird sie aus Kostengründen nicht mehr beheizt.
2019 wurden am Rande der Kirche Gräber entdeckt. Die erhaltenen Grabsteine stammen teilweise aus dem 16. Jahrhundert.

## Architektur und Ausstattung

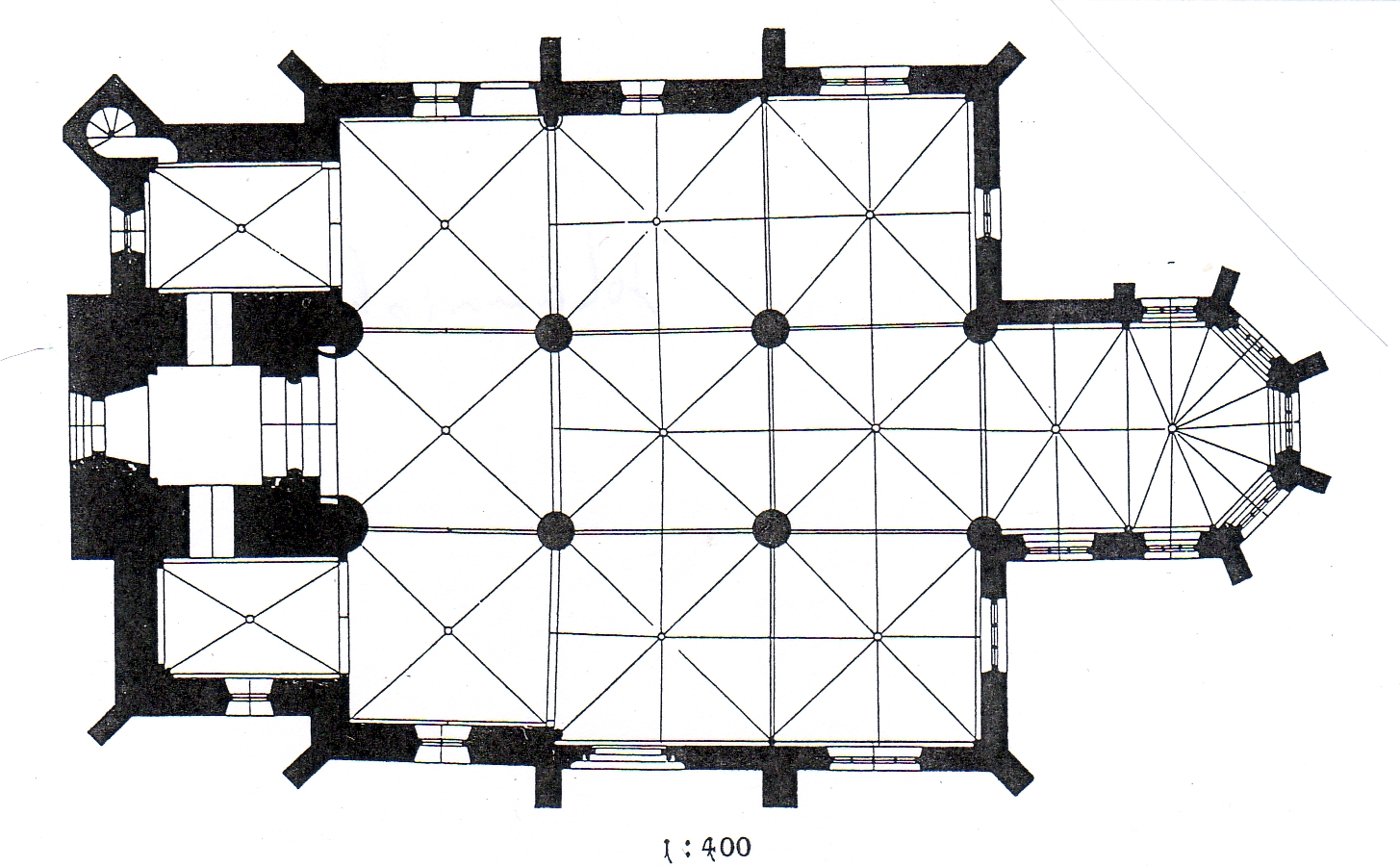
Grundriss

### Fenster
Die Glasfenster, die zu den ältesten in Westfalen gehören, stammen zum Teil noch aus dem 14. und 15. Jahrhundert und wurden durch den couragierten Einsatz des damaligen Pfarrers Helmut Gaffron im Mai 1940 vor der Zerstörung gerettet. Die jüngeren, nicht gesicherten Fenster wurden bei Erschütterungen durch Bombeneinschläge in der Nähe der Kirche (Hämelinger Str.) zerstört.

### Innenraum
Die künstlerisch wertvolle Inneneinrichtung stammt aus dem 16. und 17. Jahrhundert. Charakteristisch sind die aus Holz geschnitzten Amtsstühle der Handwerkerzünfte der Neustadt. Die Barockkanzel wurde vom Bürgermeister Daniel Pöppelmann gestiftet, einem direkten Vorfahren des 1662 in Herford geborenen Matthäus Daniel Pöppelmann.

### Orgel

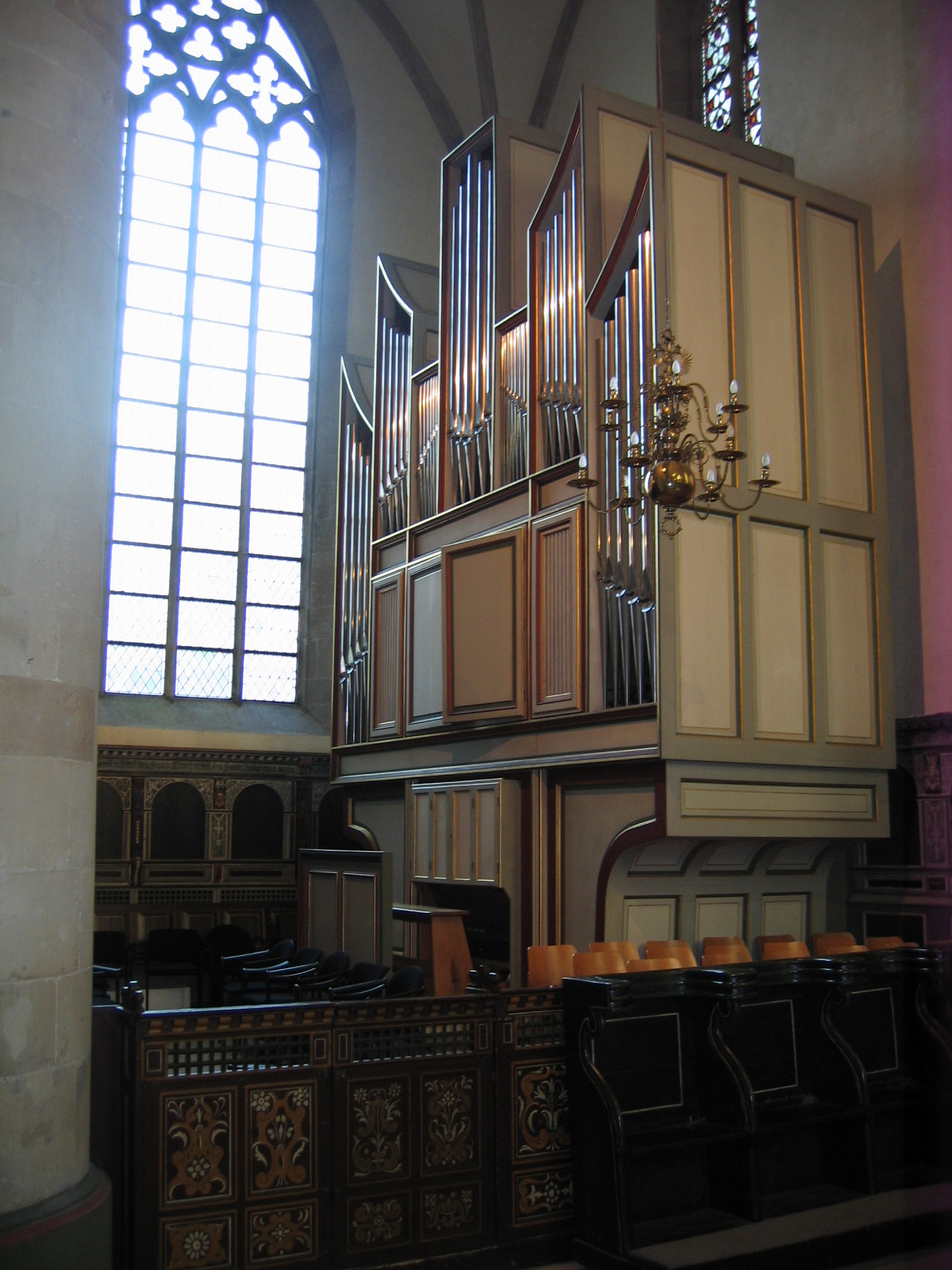
Orgel

Die Orgel wurde 1955 durch die Firma Gustav Steinmann Orgelbau erbaut. Das Schleifladen-Instrument verfügt über 26 Register, die auf zwei Manuale und Pedal verteilt sind. Die Trakturen sind mechanisch.
| I Hauptwerk C–g3 |       |
| Pommer           | 16′   |
| Prinzipal        | 8′    |
| Spillflöte       | 8′    |
| Oktave           | 4′    |
| Gemshorn         | 4′    |
| Nasat            | 2 ⁄3′ |
| Waldflöte        | 2′    |
| Mixtur V–VI      |       |
| Terz-Zimbel III  |       |
| Trompete         | 8′    |

| II Brustwerk C–g3 |      |
| Holz-Gedackt      | 8′   |
| Rohrflöte         | 4′   |
| Prinzipal         | 2′   |
| Quinte            | 1/3′ |
| Sesquialtera II   |      |
| Oktave            | 1′   |
| Scharff III–IV    |      |
| Vox humana        | 8′   |
| Tremulant         |      |

| Pedal C–f1      |     |
| Subbaß          | 16′ |
| Oktavbaß        | 8′  |
| Pommer          | 8′  |
| Quintade        | 4′  |
| Nachthorn       | 2′  |
| Rauschpfeife IV |     |
| Posaune         | 16′ |
| Clarine         | 4′  |

- Koppeln: II/I, I/P, II/P

### Glocken

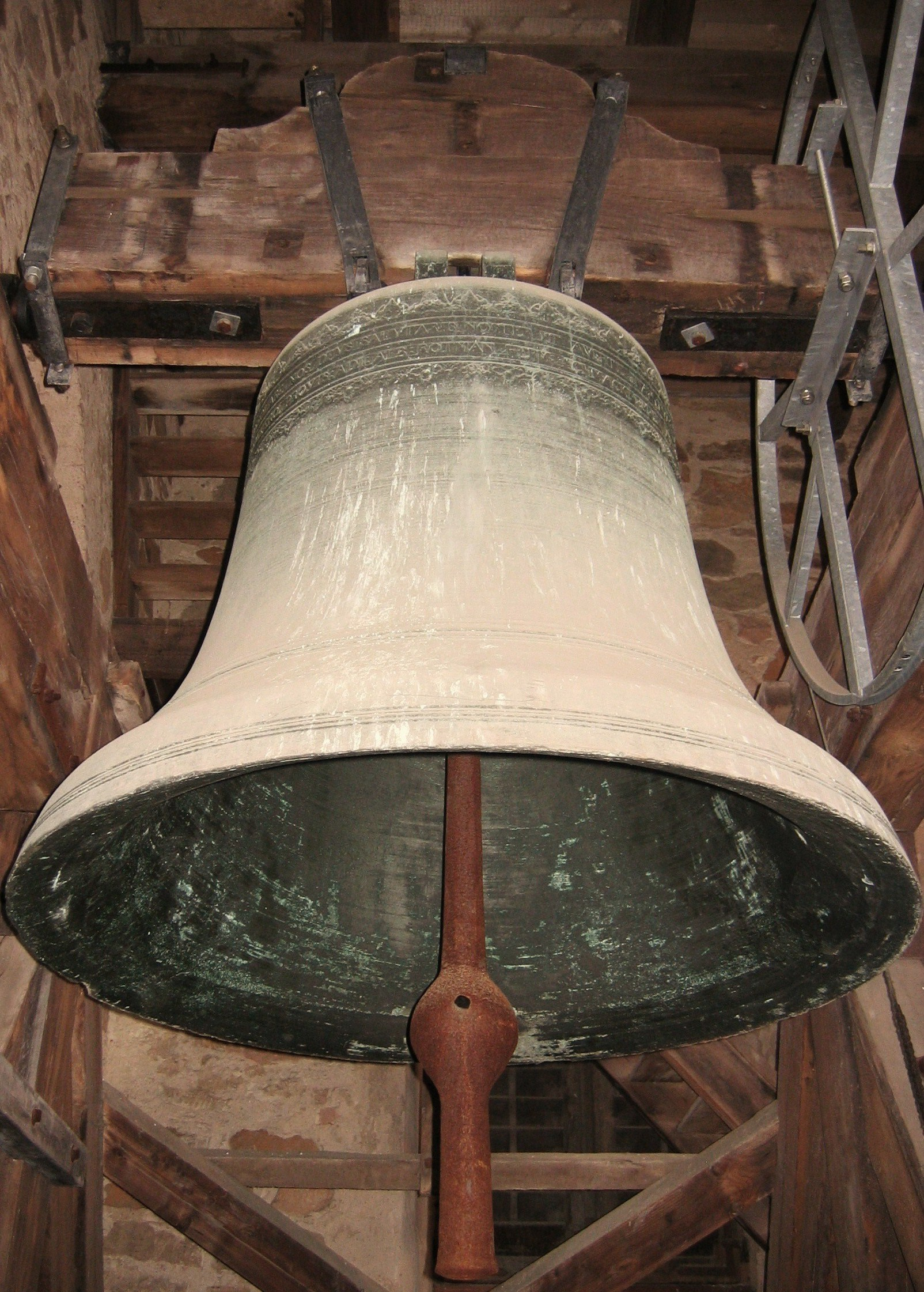
Große Betglocke

Fünf Glocken hängen im Turm: Die Glocken I, II und III wurden zwischen 1639 und 1646 von der Glockengießerfamilie Hemony angefertigt, die Glocke IV (ehemals Viertelschlagglocke) bereits 1496 und stammt aus dem Umkreis des Gerhard van Wou. Die fünfte und kleinste dient dem Viertelstundenschlag (für den Stundenschlag die Glocke II im Turm) und hängt in einer kleinen Öffnung am östlichen Zifferblatt. Sie wurde erst in den 1990er Jahren gegossen. Die übrigen vier Glocken werden schwingend geläutet und sind auf zwei Glockenstuben verteilt; in der oberen hängt die kleinere Glocke (ursprünglich als Viertelschlagglocke gegossen), in der unteren hängen die drei großen Glocken. Alle vier Glocken zusammen erklingen nur zu besonderen Anlässen. Am Heiligabend und am Pfingstsonntag um 12 Uhr mittags erklingen die Glocken der Stadt Herford für 20 Minuten.
Die Glocken I, II und III standen unter Reichsdenkmalschutz und mussten daher nicht während des Zweiten Weltkriegs im Rahmen der Metallspende des deutschen Volkes abgeliefert werden. Die Glocke IV hingegen wurde zwar requiriert, jedoch nicht – wie viele andere Glocken – im Turm zerschlagen, sondern am Stück abtransportiert. Durch glückliche Zufälle überstand sie den Krieg auf dem Hamburger Glockenfriedhof und konnte nach 1945 wieder zurückgeführt werden.
| Nr. | Bezeichnung/Funktion        | Gussjahr | Gießer                             | Durchmesser (mm) | Masse (kg) | Schlagton (HT-1/16) | Glockenstuhl        |
| 1   | Betglocke                   | 1646     | François & Petrus Hemony           | 1.504            | 2.200      | c1 +6               | untere Glockenstube |
| 2   | Feuerglocke (Stundenglocke) | 1639     | François & Petrus Hemony           | 1.344            | 1.550      | d1 +2               | untere Glockenstube |
| 3   | Predigtglocke               | 1639     | François & Petrus Hemony           | 1.190            | 1.000      | e1 ±0               | untere Glockenstube |
| 4   | Katharina (Festtagsglocke)  | 1496     | unbekannt (van-Wou-Schule)         | 980              |            | a1 −4               | obere Glockenstube  |
| I   | Viertelstundenglocke        | 1990er   | Glocken- und Kunstgießerei Rincker |                  |            | c2                  | Turmhelm (Ostseite) |